# Нацовский, Любомир
Любомир Нацовски (чеш. Lubomír Nácovský, 26 мая 1935, Кралупи-над-Влтавоу — 10 марта 1982, Кралупи-над-Влтавоу) — чехословацкий стрелок, выступавший в соревнованиях по стрельбе из пистолета. Бронзовый призёр Олимпийских игр 1964 года.

## Карьера
Любомир Нацовски — чехословацкий стрелок, серебряный призёр Олимпийских игр 1964 года в Токио. Специализировался на стрельбе из пистолета. Выступал на Олимпийских играх 1968 года в Мехико (7 место). Также в его активе 2 титула чемпиона мира и 3 золотые медали европейских чемпионатовЗавершил карьеру в середине 70-х годов, после окончания спортивной карьеры работал химиком на лакокрасочной фабрике. Умер 10 марта 1982 года в своём родном городе Кралупи-над-Влтавоу.

## Достижения[4]
Бронзовый призёр Олимпийских игр 1964 года в Токио (скоростной пистолет)
 2-кратный чемпион мира 1970 года в Финиксе (в команде)
 2-кратный серебряный призёр чемпионатов мира (1 серебро в команде и 1 личная медаль - Висбаден 1966, пистолет центрального боя)
 3-кратный бронзовый призёр чемпионатов мира (2 бронзы в команде и 1 личная медаль - Финикс 1970, пистолет центрального боя)
 3-кратный чемпион Европы (в команде)
 2-кратный серебряный призёр чемпионатов Европы (в команде)
 3-кратный бронзовый призёр чемпионатов Европы (в команде)